# A Concerto for the Violin
A Concerto for the Violin è un cortometraggio muto del 1913 diretto da Charles Brabin.

## Trama
Un compositore pieno di sé si innamora di una famosa violinista russa che deve eseguire il suo nuovo concerto. I due musicisti finiranno però per litigare e il concerto si salverà solo per l'intervento della moglie del compositore, una donna di talento che fino a quel momento aveva sacrificato la sua carriera per quella del marito: eseguendo il concerto, gli dimostrerà di essere una grande musicista.

## Produzione
Il film fu prodotto dalla Edison Company.

## Distribuzione
Distribuito dalla General Film Company, il film - un cortometraggio in una bobina - uscì nelle sale cinematografiche statunitensi il 17 maggio 1913.